# 博佐人
博佐人（羅馬化：Bòso）是西非的一个民族，主要居住于马里尼日尔河沿岸。其族名源自於班巴拉語（bɔ-so），意為“竹屋”。2000年的人口普查统计，马里此族人口为13.21万。